# Гай Децимий Флав
Гай Деци́мий Флав (лат. Gaius Decimius Flavus; умер в 184 году до н. э.) — римский политический деятель, претор 184 года до н. э.

## Биография
Гай Децимий упоминается только в одном источнике — в «Истории Рима от основания города» Тита Ливия. В начале 184 года до н. э. он занял должность претора, но умер вскоре после принятия полномочий.
В одной из предыдущих книг своего труда Ливий упоминает военного трибуна Гая Децимия Флава, отличившегося в 209 году до н. э., во время Второй Пунической войны (при обороне от карфагенян Тарента). Однако антиковеды весь этот эпизод считают малоправдоподобным: Ливий мог просто выдумать трибуна, дав ему имя существовавшего в реальности претора.